# 村上美香
村上 美香（むらかみ みか、1971年7月12日 - ）は、日本のフリーアナウンサー。元熊本県民テレビアナウンサー。血液型はB型。既婚。

## 来歴
熊本県熊本市出身。2人姉妹の次女に生まれる。熊本県立第一高等学校、熊本大学文学部卒業。1994年KKTに入社。
地上デジタル放送推進大使のKKT代表アナウンサーを務めた。
熊本の情報誌のタウン情報クマモト（通称：タンクマ）の中で、2006年度人気ローカル女子アナ第1位に選ばれた。2007年度は、熊本放送（RKK）の木村和也に抜かれ2位となったが、女性アナウンサーの中では1位を獲得した。2008年度・2009年度も木村が1位、村上が2位という結果になった。
2013年9月25日に、出演する『テレビタミン』の番組中にて、自らの子宮癌闘病の一切についてを明らかにした。
2018年、21年間キャスターを務めた『テレビタミン』を勇退すると共に、3月末日を以て熊本県民テレビを退職。
同年4月に自身が代表を務める所属事務所「ヒトコト社」を設立。アナウンサーとして長年培ってきた経験に生かしながら、講演やテレビ・ラジオ番組の出演や取材、イベント企画など多岐にわたって活躍している。

## 人物

### 嗜好
豚足（特に揚げ豚足）、納豆、桃が大好物である。
高校時代から、俳優の風間トオルの大ファンで、未だに「トオル様☆」と呼ぶほどである。

### ボランティア活動
県動物管理センターなどで捨て犬が殺処分されている実態を取材したのをきっかけに、2006年から子供達に命の大切さを教える講演のボランティア活動に取り組んでいる。2009年には知人で写真家の森賢一と協力してアートを通じて思いを伝える作品展を企画。さらに愛犬家の作家仲間も加わり、犬の殺処分と犬に限らず広い意味で命について考えてもらうグループ展『命のメッセージ』を開催した。この様子は自身が担当する番組「テレビタミン」でも取り上げた。なお、熊本県民テレビ退職後は、熊本県動物愛護啓発CM「犬猫の殺処分ゼロを目指す」に出演している。

## 現在の担当番組
- 村上美香のヒトコト（RKKラジオ 日曜14:30 - 15:00)
- くまモンスマイルジャンプ！ (県政広報番組)（RKKテレビ 水曜19:54 - 20:00、再放送 土曜5:25 - 5:30

## 過去の担当番組
- テレビタミン（くまもと県民テレビ 月曜～金曜 16:45~19:00
- モッちゃんTV（くまもと県民テレビ）土曜11:35～12:00「モッちゃん美香ちゃんのヨカトコ！」レギュラー